# マッティ・ピトケネン (物理学者)
マッティ・ユハニ・ピトケネン（Matti Juhani Pitkänen、1950年10月30日 - ）は、フィンランドの理論物理学者である。Topological Geometro-Dynamics（TGD)という魅力的な理論を提示した。さらに、理論物理学的な考察に基づいて、意識や超常現象を説明しようとしている。また、リーマン予想の証明に取り組んでいる。
ピトケネンは1970年にヘルシンキ大学で物理学と数学を本格的に学び始めた。彼は1982年に理論物理学において物理学の修士号を取得し、その際の論文は、Topological Geometro-Dynamicsであった。